# Cassida rubiginosa
Cassida rubiginosa là một loài bọ cánh cứng trong họ Chrysomelidae. Loài này được O.F. Müller miêu tả khoa học năm 1776.

## Hình ảnh

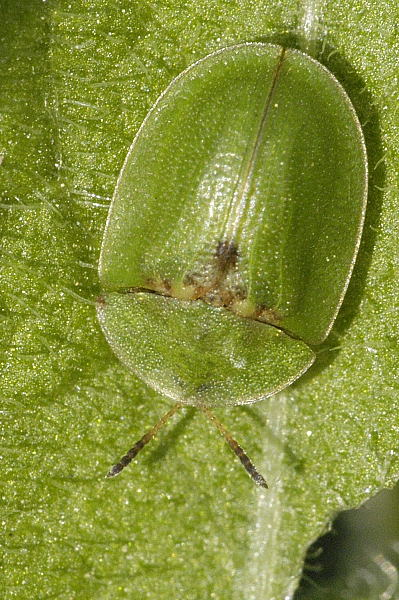
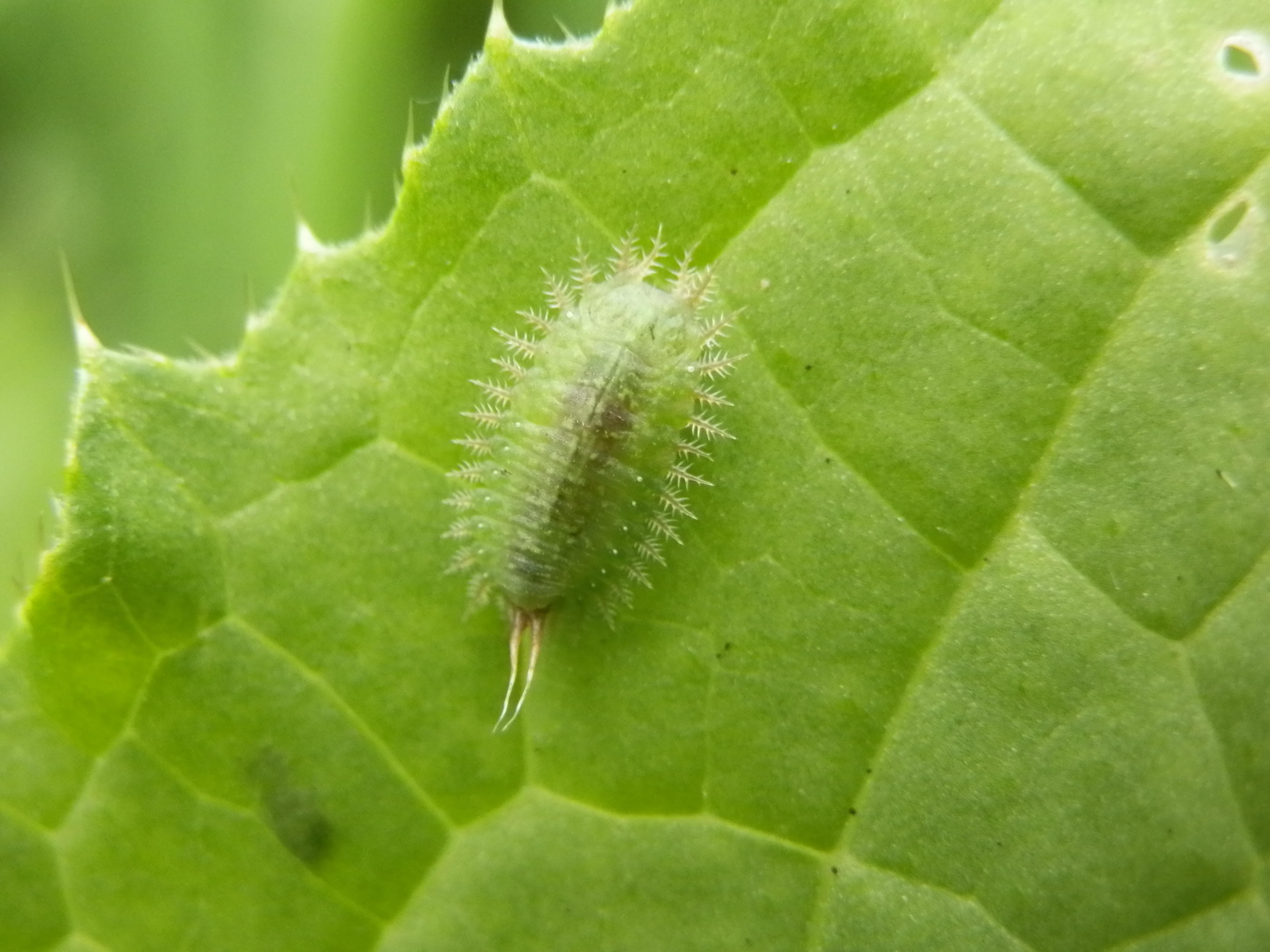
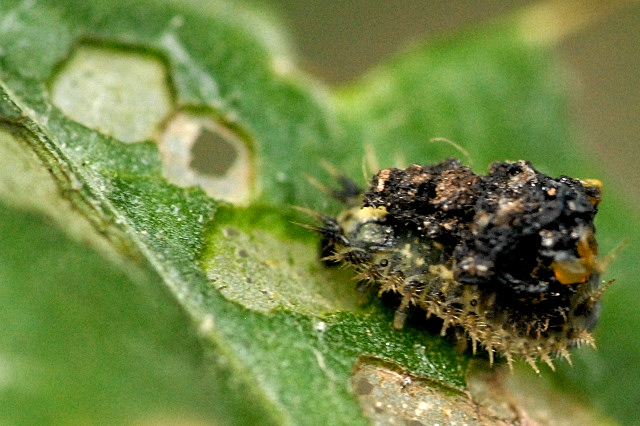
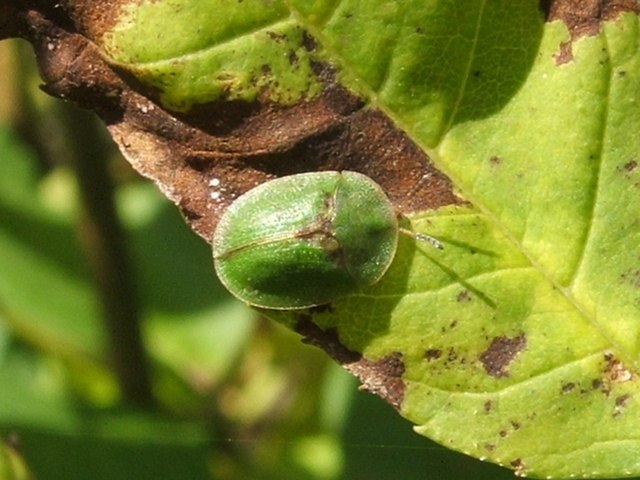